# Barrage de Tocoma
 (novembre 2017).
Si vous disposez d'ouvrages ou d'articles de référence ou si vous connaissez des sites web de qualité traitant du thème abordé ici, merci de compléter l'article en donnant les références utiles à sa vérifiabilité et en les liant à la section « Notes et références ».
Le barrage de Tocoma est un barrage en construction au Venezuela sur le Caroní. Il est associé à une centrale hydroélectrique de 2 300 MW. 

## Histoire
Débutée en 2007, la construction aurait initialement dû s'achever en 2010. Les travaux ont été retardés, puis totalement paralysés à partir de 2014. Le chantier était toujours au point mort en 2019, bien que le gros œuvre du barrage soit pratiquement achevé,. Sur les 10 turbines Kaplan de 230 MW prévues pour équiper la centrale hydroélectrique, deux sont sur place, quasiment opérationnelles, et les huit autres se trouvent en Argentine, en attente de livraison par l'entreprise Impsa.

## Description
Le Barrage de Tocoma est situé en aval du barrage de Guri et en amont du barrage de Caruachi et du barrage de Macagua, avec lesquels il doit former un aménagement hydroélectrique en cascade sur le Caroní.